# Rufus Wilmot Griswold
Rufus Wilmot Griswold (13. února 1815 – 27. srpna 1857) byl americký literární kritik, editor a básník.
Proslavil se především opakovaně revidovanou antologií americké poezie Poets and Poetry of America (Básně a básníci Ameriky). Prvně vyšla roku 1842 a dlouho byla diskutovanou a vlivnou sbírkou americké poezie, obsáhlostí a reprezentativností výběru první svého druhu.